# Vega (Rakete)

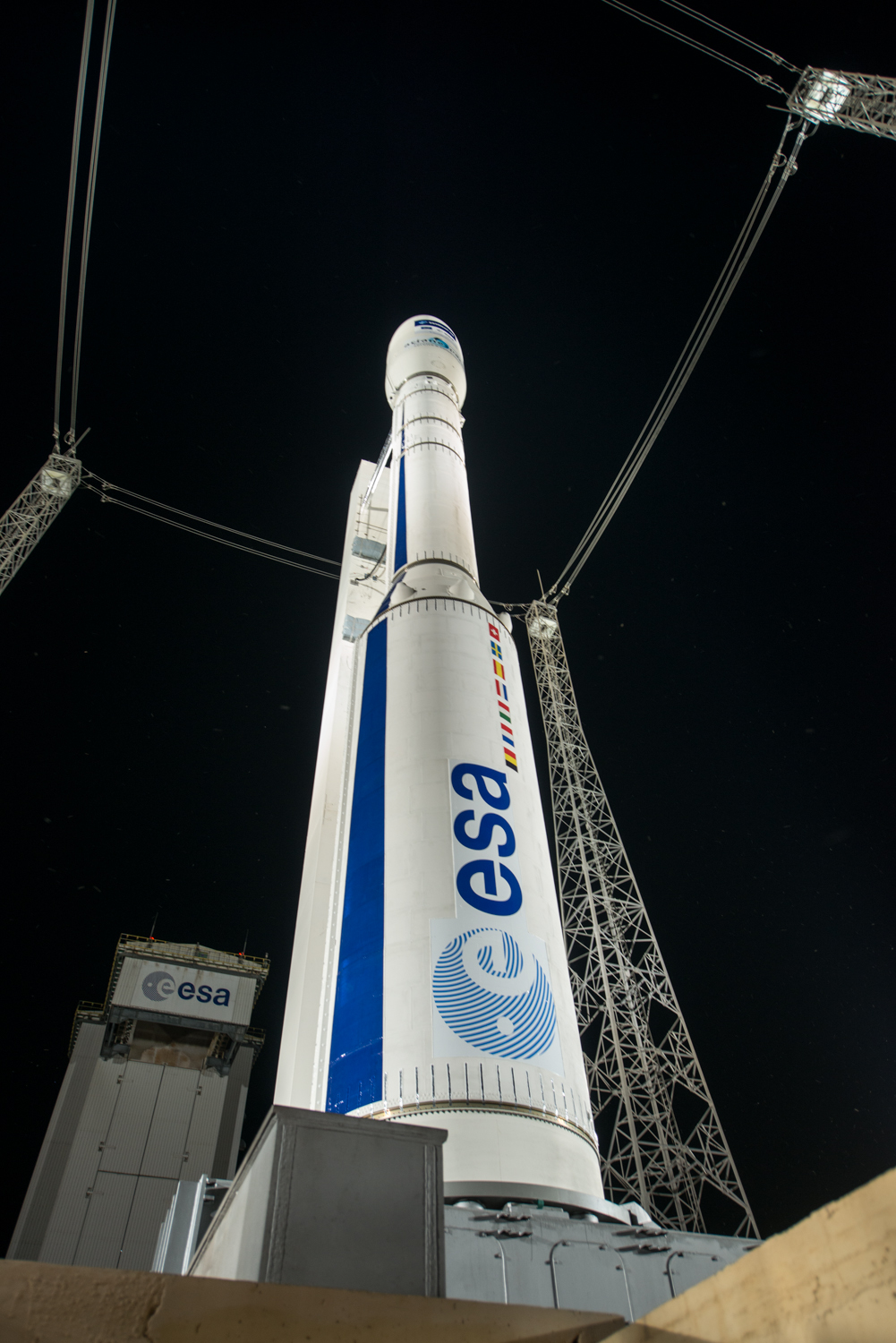
Eine Vega vor dem Start des Erdbeobachtungssatelliten Sentinel-2 (Juni 2015)

Vega (italienisch Vettore Europeo di Generazione Avanzata „Europäische Trägerrakete fortgeschrittener Generation“) ist eine Serie von vierstufigen italienischen Trägerrakete für kleine Satelliten, die seit 1998 im Auftrag der Europäischen Weltraumorganisation (ESA) von Avio entwickelt wurden bzw. werden. Die ursprüngliche Vega konnte bis zu 1,5 Tonnen Nutzlast in eine erdnahe Umlaufbahn bringen. Sie startete erstmals am 13. Februar 2012 und letztmals am 5. September 2024. Das Nachfolgemodell Vega-C kann bis zu 2,5 Tonnen transportieren und startete erstmals am 13. Juli 2022. Die noch stärkere Vega-E ist in Entwicklung und soll 2026 in Betrieb gehen.
Alle Vega-Raketen starten vom Ensemble de Lancement Vega (ELV) des französischen Raumfahrtzentrums Guayana. Bis 2025 wurden bzw. werden sie von Arianespace vermarktet und betrieben. Beginnend mit dem 30. Vega-Flug (voraussichtlich 2026) wird Avio diese Aufgaben übernehmen.

## Vega

### Entwicklung

Plan des Raumfahrtzentrums Guayana mit Vega-Startrampe

Die Entwicklung der Vega wurde von der italienischen Raumfahrtagentur ASI und der italienischen Raumfahrtindustrie als nationales Vorhaben gestartet. 1998 wurde daraus mit Hilfe des damaligen ESA-Generaldirektors Antonio Rodotà ein ESA-Projekt. Ziel der ESA war, mit einer leichten Trägerrakete die europäischen Startkapazitäten zu erweitern. Die Vega sollte die schwere Ariane 5, die vom Raumfahrtzentrum Guayana in Kourou startete, ergänzen. Durch die einfache Bauweise der Vega als Feststoffrakete erhoffte man sich eine erhöhte Zuverlässigkeit und eine drastische Reduzierung der Startkosten auf unter 20 Millionen Euro.
Es beteiligten sich sieben Nationen: Italien (65 %), Frankreich (12,43 %), Belgien (5,63 %), Spanien (5 %), die Niederlande (NIVR, 3,5 %), die Schweiz (EKWF, 1,34 %) und Schweden (0,8 %). Deutschland blieb außen vor, da das DLR damals keinen Markt für einen neuen Träger sah und auf die verfügbaren russischen Träger verwies. Nachdem deren Startpreise stark angestiegen waren, wurde vor dem Jungfernflug angekündigt, sich bei einer Weiterentwicklung zu beteiligen. Anfang der 2010er Jahre wurden dazu im DLR-Institut SART unter der Bezeichnung VENUS I+II Studien durchgeführt.
Die ESA gab an, dass sich an der Entwicklung der verbesserten Vega-C neben den oben genannten Mitgliedsländern auch Deutschland, Irland, Norwegen, Österreich, Rumänien und Tschechien beteiligten.
Ende 2004 begann der Umbau der Ariane-1-Startrampe ELA-1 zur ELV (l’Ensemble de Lancement Vega) Anlage, um die Vega starten zu können.
Ein Prototyp des für die Vega-Erststufe vorgesehenen italienischen P80-Triebwerkes wurde am 4. Dezember 2007 in Kourou erfolgreich getestet. Am 28. April 2009 erfolgte der finale zweite Test des Raketenmotors der dritten Stufe im italienischen Salto di Quirra.

### Betrieb
Der erste Start der Rakete erfolgte am 13. Februar 2012. Als Nutzlast beförderte sie den 390 kg schweren Satelliten LARES sowie acht Kleinstsatelliten (12,5 kg und siebenmal etwa 1 kg) in niedrige Erdumlaufbahnen. Das ESA-Entwicklungsprogramm VERTA (Vega Research and Technology Accompaniment) förderte die ersten fünf Flüge der Vega. Vermarktet und betrieben wurde sie von Arianespace.
Die Vega wurde 2024 nach 12 Jahren und 20 Starts, davon 2 misslungen und 18 erfolgreich, außer Dienst gestellt. Sie absolvierte ihren letzten Flug am 5. September 2024 um 3:50 Uhr MESZ.

### Technik
Die Gesamthöhe der vierstufigen Rakete betrug 30 Meter bei maximal drei Metern Durchmesser, einer Startmasse von 137 Tonnen und einem Startschub von 2700 Kilonewton. Das hohe Schub-zu-Gewichts-Verhältnis bewirkte eine im Vergleich zu anderen Trägern auffallend hohe Beschleunigung. So schaffte es die Rakete mit der ersten Stufe in 105 Sekunden auf über 6000 km/h (Beschleunigung etwa 16 m/s²).
Die drei unteren Raketenstufen wurden mit dem festen Treibstoff HTPB betrieben, der Antrieb wurde gegenüber den Feststoffboostern der Ariane 5 weiterentwickelt. So wurde durch die Bauweise aus gewickelten Faserverbundwerkstoffen erheblich Masse eingespart. Die Stufen arbeiteten mit höherem Brennkammerdruck und die Düsen wurden elektromechanisch anstatt hydraulisch bewegt. Die dabei gewonnenen technologischen Erkenntnisse waren der Grund, warum Frankreich nach anfänglicher Ablehnung der Vega sich doch an der Trägerrakete beteiligte. Es war einmal geplant, die Technologie der ersten Stufe P80 auf die Ariane-5-Booster zu übertragen, um die Nutzlast zu steigern und die Fertigungskosten zu senken. Die Boostertechnologie kommt nun jedoch in Form der P120 erstmals bei der Ariane 6 zum Einsatz. Die Zünder der Zefiro 9, Zefiro 23 und P80 wurden von Aerospace Propulsion Products entwickelt, einem Unternehmen der Arianespace.
Die vierte Stufe AVUM war mit einem Triebwerk für Flüssigtreibstoff ausgestattet. Dieses Triebwerk mit dem Namen VG 143 basierte noch auf dem sowjetischen RD 869, welches für die Interkontinentalrakete R-36M entwickelt worden war. Der Vorteil des Triebwerks war die ausgereifte und bewährte Technologie, sowie der günstige Preis durch die hohen Stückzahlen. 2008 wurde das erste Exemplar an Avio ausgeliefert. Es ließ sich mehrfach zünden und platzierte die Nutzlast in dem vorgesehenen Orbit. Als Treibstoff diente Dimethylhydrazin zusammen mit Stickstofftetroxid als Oxidator.
Die Technologie der Nutzlastverkleidung, die nach dem Verlassen der dichteren Atmosphärenschichten abgeworfen wird, beruhte auf der der Ariane 5.
| Version                | Erste Stufe | Zweite Stufe | Dritte Stufe | Vierte Stufe            |
| ---------------------- | ----------- | ------------ | ------------ | ----------------------- |
| Triebwerk              | P80         | Zefiro 23    | Zefiro 9     | AVUM                    |
| Typ                    | Feststoff   | Feststoff    | Feststoff    | Flüssigkeit             |
| Treibstoff             | HTPB 1912   | HTPB 1912    | HTPB 1912    | UDMH / N2O4             |
| Höhe                   | 11,2 m      | 8,39         | 4,12 m       | 1,74 m                  |
| Durchmesser            | 3 m         | 1,9 m        | 1,9 m        | 1,9 m                   |
| Treibstoffmenge        | 87,7 t      | 23,9 t       | 10,5 t       | 381 kg N2O4 196 kg UDMH |
| Gesamtmasse            | 96,2 t      | 26,3 t       | 12,0 t       | Trockenmasse 688 kg     |
| Schub (max.)           | 3015 kN     | 1120 kN      | 217 kN       | 2,45 kN                 |
| Entspannungsverhältnis | 16          | 25           | 56           | –                       |
| Brenndauer             | 109,9 s     | 71,6 s       | 117 s        | 315,2 s                 |

## Vega-C – Vega Consolidated

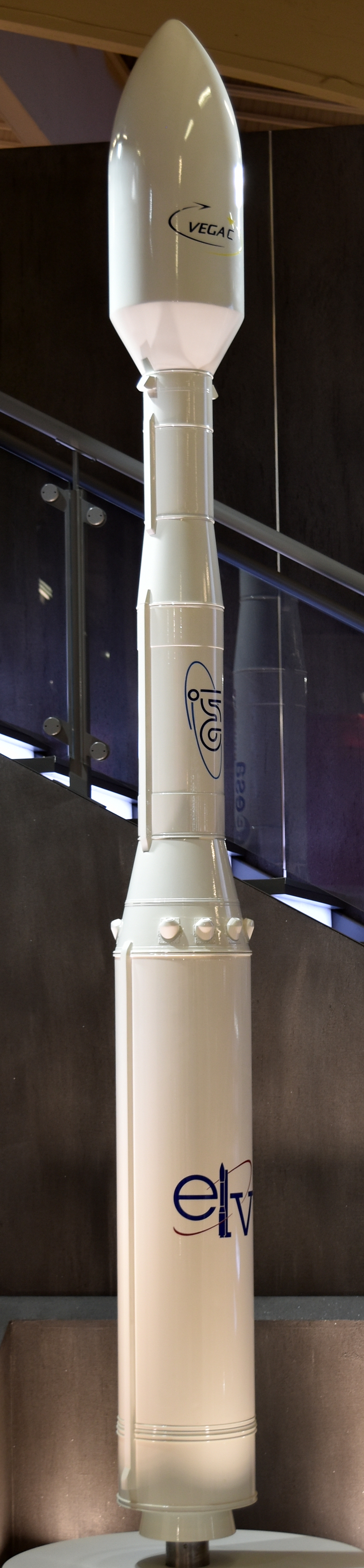
Modell der Vega-C bei der Pariser Luftfahrtschau im Juni 2015

### Technischer Aufbau, Entwicklung und Betrieb
Die vierstufige Vega-C ist beim Start 35 Meter hoch und hat ein Gewicht von 210 Tonnen. Der Name „consolidated“ stammt aus dem Konzept der Entwicklung und Verwendung von Teilen, die gemeinsam von Vega-C und Ariane 6 genutzt werden können, beispielsweise der Nutzlastverkleidung und der P120. Das Ziel ist eine größere Effizienz bei Entwicklung und Produktion von Komponenten.
Bei dieser Version der Vega wurde die erste Stufe P80 durch die verlängerte Stufe P120 ersetzt, die auch als Booster für die Ariane 6 dient. Der Durchmesser der ersten Stufe wurde auf 3,4 m erweitert. Als zweite Stufe kommt die Zefiro 40 mit größerem Durchmesser von 2,3 Metern zum Einsatz. Die dritte Stufe Zefiro 9 wurde beibehalten. So wurde die Nutzlastkapazität von 1500 kg auf 2200 kg in eine niedrige Erdumlaufbahn erhöht. Die AVUM+ Oberstufe für die Vega-C ist eine erweiterte Version der AVUM mit ca. 30 % größeren Tanks. Die Nutzlastverkleidung besteht aus zwei Hälften und ist aus faserverstärktem Kunststoff und Aluminium-Sandwich-Platten gefertigt. Sie hat sie einen Durchmesser von 3,317 m, ist 9,374 m lang und wiegt 860 kg.
Die P120-Erststufe wurde im Sommer 2018 erfolgreich getestet. Der Zusammenbau der Komponenten der Rakete für den Erstflug VV21 begann am 15. April 2022, als die Erststufe in der Zone de Lancement Vega (ZLV) (französisch „Abschussbereich Vega“) in Kourou ankam. Der erfolgreiche Erstflug war am 13. Juli 2022.
Seit dem russischen Einmarsch in die Ukraine im Februar 2022 gab es Bedenken über die künftige Verfügbarkeit des AVUM-Triebwerks, da es in der Ukraine vom Hersteller Juschmasch mit zugelieferten russischen Komponenten gefertigt wurde. Avio gab im März 2022 an, eine Anzahl Triebwerke als „strategische Reserve“ eingelagert zu haben, und sehe mittelfristig keine Lieferengpässe. Die ESA untersuchte jedoch europäische und US-amerikanische Alternativen für die Triebwerke. Aufgrund der strategischen Entscheidung zu Beginn des Vega-Programms, auf europäische Technologie zu setzen, konnten weitere für AVUM notwendige Komponenten, beispielsweise die Tanks, die anfänglich von Russland geliefert wurden, auch aus Deutschland geliefert werden.
Nach einem Fehlstart im Dezember 2022 wurde die Düse der zweiten Stufe Zefiro 40 neu entworfen. Zuvor wurde das Material eines Einlegeteils als unzureichend identifiziert, nachdem eine Rezertifizierung jedoch scheiterte, wurde die gesamte Düse verändert. Ein Qualifizierungsmodell der überarbeiteten zweiten Stufe wurde 2024 nach Sardinien verschifft zur Testzündung des Triebwerks. Im Mai 2024 gelang eine erste Testzündung über 94 Sekunden, im Oktober 2024 eine zweite Testzündung mit längerer Dauer. Der erste Start mit der neuen Düse fand am 5. Dezember 2024 statt.
| Version                | Erste Stufe | Zweite Stufe | Dritte Stufe | Vierte Stufe            |
| ---------------------- | ----------- | ------------ | ------------ | ----------------------- |
| Triebwerk              | P120        | Zefiro 40    | Zefiro 9     | AVUM+                   |
| Typ                    | Feststoff   | Feststoff    | Feststoff    | Flüssigkeit             |
| Treibstoff             | HTPB 1912   | HTPB 1912    | HTPB 1912    | UDMH / N2O4             |
| Höhe                   | 13,38 m     | 8,07         | 4,12 m       | 2,04                    |
| Durchmesser            | 3,4 m       | 2,4 m        | 1,9 m        | 2,18                    |
| Treibstoffmenge        | 143,6 t     | 36,2 t       | 10,5 t       | 492 kg N2O4 248 kg UDMH |
| Gesamtmasse            | 155 t       | 40,5 t       | 12 t         | Trockenmasse 689 kg     |
| Schub (max.)           | 4323 kN     | 1304 kN      | 317 kN       | 2,42 kN                 |
| Entspannungsverhältnis | 14,56       | 37           | 56           |                         |
| Brenndauer             | 132,8 s     | 92,9 s       | 117,1 s      | 940 s                   |

### Nutzlasten
In der einfachsten Konfiguration kann die Vega-C ein oder zwei Nutzlasten in eine Umlaufbahn bringen. Daneben können sogenannte „Piggyback“-Missionen (englisch etwa „Huckepack“) durchgeführt werden, bei denen mit einer größeren Nutzlast eine Reihe zusätzlicher kleinerer Nutzlasten mit ähnlichen Umlaufbahnen gestartet werden. Die möglichen Bahnen und das Startdatum richten sich in erster Linie nach den Anforderungen der Hauptnutzlast. Rideshare-Missionen hingegen sammeln kleinere Nutzlasten und befördern sie in für alle Beteiligten ausgehandelte und akzeptierbare Umlaufbahnen. Es soll mindestens einmal im Jahr eine Rideshare-Mission geben. Für die Konfiguration der Nutzlasten gibt es zwei verschiedene Nutzlastadapter (Vampire 937 und Vampire 1194) und verschiedene Adapterringe, mit denen unterschiedliche Kombinationen von Minisatelliten (200–400 kg), Mikrosatelliten (50–200 kg), Nanosatelliten (< 50 kg) oder Cubesats realisiert werden können.

## Vega-E – Vega Evolution
Die Vega-E – kurz für Vega Evolution – ist ein in Entwicklung befindlicher Nachfolger der Vega-C. Als Erststufe soll das Triebwerk P160C, eine leistungsfähigere und längere Version des P120, eingesetzt werden. Neben verschiedenen technischen Verbesserungen gegenüber der Vega-C soll die Vega-E Europa unabhängiger von der ukrainischen Raumfahrtindustrie machen, die die Triebwerke der AVUM-Oberstufe von Vega und Vega-C liefert. Dazu soll eine vielfach wiederzündbare kryogene Drittstufe (MYRA) sowohl die dritte Stufe Zefiro-9 als auch die vierte Stufe AVUM ersetzen. Dies soll die Leistung und Flexibilität steigern und die Kosten reduzieren.
Avio entwickelt für diese neue Oberstufe in Zusammenarbeit mit der ESA das M10-Triebwerk, das auf dem russischen RD-0146 basiert und mit Methan und Flüssigsauerstoff betrieben wird. Es ist neben dem Prometheus-Triebwerk eines der beiden ersten europäischen Raketentriebwerke, die Methan als Treibstoff verwenden. Der Einsatz der gesundheitsschädlichen Gefahrstoffe Dimethylhydrazin und Stickstofftetroxid in der Oberstufe wird dadurch obsolet. Nach Aussage von ESA und Avio ist die Vega-E dadurch umweltfreundlicher als die Vega-C.
Es soll nun mehrere angepasste Oberstufen mit Nutzlastadaptern für verschiedene Zwecke geben:
- VAMPIRE-Adapter für eine große Nutzlast
- VESPA-C-Adapter für zwei mittelschwere Nutzlasten
- SSMS-C-Adapter für mehrere kleine Nutzlasten
- Das unbemannte Raumschiff Space Rider für Nutzlasten, die zur Erde zurückkehren. Es kann bis zu zwei Monate in einer Erdumlaufbahn verbleiben und ist wiederverwendbar.

Die Vega-E soll laut dem Branchenmagazin SpaceNews eine Nutzlastkapazität von 3 Tonnen haben, wobei offen bleibt, in welche Erdumlaufbahn diese befördert werden könnte. Üblicherweise bezieht sich diese Angabe auf einen 200 km hohen Erdorbit oder eine etwa 500 km hohe sonnensynchrone Umlaufbahn.
Der Erststart der Vega-E wird für frühestens 2027 angestrebt.

## Vega C Light
Die Vega C Light ist noch im Konzeptstadium. Angedacht ist eine dreistufige Kleinrakete von 17 m Höhe und 55 t Masse, die 300 kg Nutzlast in einen sonnensynchronen Orbit von 500 km Höhe bringen kann. Bei anderen Umlaufbahnen würde die Nutzlast im Bereich von 50 bis 500 kg liegen. Unter dem Projektnamen STS soll 2026 ein erster Prototyp für 200 kg Nutzlast mit einem methanbetriebenen Antrieb starten. STS dient nur zur Technologieerprobung; die Entscheidung, ob daraus eine kommerziell einsetzbare Rakete entwickelt werden soll, steht noch aus.

## Zwischenfälle
Die Vega erwies sich anfangs als sehr zuverlässige Rakete. Vierzehn aufeinanderfolgende Starts waren erfolgreich. Von 2019 bis 2023 häuften sich jedoch technische Probleme: Nur bei fünf der zehn Starts in diesem Zeitraum erreichten alle Nutzlasten die vorgesehene Umlaufbahn.

### Pannen und gescheiterte Starts der Vega
Der erste Fehlstart einer Vega ereignete sich am 11. Juli 2019 (MESZ) beim Start des Aufklärungssatelliten Falcon Eye 1 für die Streitkräfte der Vereinigten Arabischen Emirate. Es handelte sich um den 15. Vega-Flug. 14 Sekunden nach der ersten Stufentrennung trat am Zefiro 23-Triebwerk der Zweitstufe ein „heftiges Ereignis“ auf, vermutlich infolge eines hitzebedingten Strukturversagens des vorderen (oberen) Motorgehäuses. Dadurch trennte sich die Zweitstufe vom Rest der Rakete, welche vom Kurs abkam und gesprengt werden musste. Es entstand ein versicherter Sachschaden von rund 370 Millionen Euro.
Beim nachfolgenden Vega-Start am 3. September 2020 verblieben zwei Lemur-2-Cubesats in ihrer Starthalterung und fielen zusammen mit der oberen Raketenstufe zurück zur Erde.
Auch die nächste Vega-Mission am 17. November 2020 mit den Erdbeobachtungssatelliten Ingenio und Taranis für Spanien bzw. Frankreich verlief nicht nach Plan. Nach dem Start um 1:52 Uhr UTC arbeiteten die ersten drei Stufen der Rakete plangemäß. Acht Minuten nach dem Start wurde die AVUM-Oberstufe regulär abgetrennt und gezündet. Sofort danach begann sie jedoch unkontrolliert zu taumeln, der Fehler konnte nicht korrigiert werden und die Rakete wich rasch von der vorgesehenen Flugbahn ab, was letztendlich zum Absturz mit Verlust der beiden Satelliten führte. Der Fehler war, dass die Kabel für zwei Schubvektor-Aktoren verwechselt worden waren. Steuersignale, die für den einen Aktor bestimmt waren, gingen an den anderen, was zum Kontrollverlust führte. Als Ursache des Problems wurden eine „irreführende Vorgehensweise“ beim Zusammenbau der Stufe und Inkonsistenzen in den Anforderungen für die anschließende Qualitätskontrolle ermittelt.
Nach drei erfolgreichen Starts verblieben beim vorletzten Start der Vega am 9. Oktober 2023 zwei Satelliten an der AVUM-Stufe und fielen mit dieser zurück zur Erde.
Ob der letzte Vega-Start wie geplant 2024 stattfinden konnte, war zunächst unklar. Die Treibstofftanks der AVUM-Oberstufe waren im Zuge von Renovierungsarbeiten beim Hersteller Avio versehentlich in den Schrott geworfen und dabei irreparabel beschädigt worden. Im Dezember 2023 begann man zu prüfen, ob stattdessen Tanks aus der Qualifizierungsphase der Rakete vor dem Erstflug wieder flugtüchtig gemacht werden können. Alternativ wurde untersucht, ob Bauteile der AVUM+ der Vega-C verwendet werden können. Die letzte Vega startete schließlich erfolgreich am 5. September 2024. Einer inoffiziellen Quelle zufolge wurden dabei die AVUM-Tanks einer VEGA-C verwendet.

### Triebwerksprobleme der Vega-C
Beim ersten kommerziellen Start einer Vega-C-Rakete am 21. Dezember 2022 kam es zweieinhalb Minuten nach dem Abheben zu einer Fehlfunktion der zweiten Stufe Zefiro-40. Die Rakete kam vom Kurs ab und musste gesprengt werden, zwei Pléiades-Neo-Satelliten gingen dabei verloren. Die ESA rief daraufhin eine europäische Raketenkrise aus, da kein einziges europäisches Raketenmodell mehr einsatzbereit war.
Am 28. Juni 2023 trat beim Testlauf eines Zefiro-40-Triebwerks, wie es bei der Vega C eingesetzt wird, 40 Sekunden nach der Zündung ein nicht näher erläuterter Fehler auf. Die nächsten Starts wurden aufgeschoben, um dem Problem nachzugehen; für die EarthCARE-Mission der ESA wurde statt der Vega C eine Falcon 9 von SpaceX ausgewählt.
Die Düse des Zefiro-40 wurde überarbeitet und der gesamte Raketenmotor neu zertifiziert. Die anschließenden Starts mit der überarbeiteten Version des Zefiro 40 verliefen wieder regulär.

## Startliste
Siehe Liste der Vega-Raketenstarts.